# Gerhard Handt
Gerhard Handt (* 3. Oktober 1935) ist ein ehemaliger deutscher Fußballspieler, der 1959 und 1960 für die BSG Chemie Zeitz in der DDR-Oberliga, der höchsten Liga im DDR-Fußball, spielte.

## Sportliche Laufbahn
Mit drei Spielen in der zweitklassigen DDR-Liga für die Betriebssportgemeinschaft (BSG) Chemie Zeitz begann Gerhardt Haupt im Alter von 18 Jahren in der Saison 1954/55 seine Karriere im höherklassigen Fußball. 1956 wurde der DDR-Fußball auf den Kalenderjahrspielrhythmus umgestellt, in dieser Saison wurde Handt nicht in der DDR-Liga eingesetzt. Nachdem er auch 1957 mit nur sechs Punktspieleinsätzen lediglich Ersatzspieler war, etablierte er sich 1958 als Stammspieler in der DDR-Liga-Mannschaft. Mithilfe von Handts 24 Einsätzen als Mittelfeldspieler in den 26 ausgetragenen Punktspielen stiegen die Zeitzer am Saisonende in die DDR-Oberliga auf. In seinem ersten Oberligajahr verteidigte Handt seine Stellung als Stammspieler im Mittelfeld 23 Teilnahmen an den 26 Punktspielen. Auch 1960 wurde er regelmäßig als Mittelfeldspieler aufgeboten, fehlte aber verletzungsbedingt bei neun Oberligaspielen. Nach dieser Saison musste die BSG Chemie wieder in die DDR-Liga absteigen. Dort spielte Handt noch bis 1966 für die Zeitzer. Bis 1964 blieb er Stammspieler mit 78 Einsätzen in 85 ausgetragenen Punktspielen. Als Chemie Zeitz 1963 als überraschender Zweitligist im Endspiel um den DDR-Fußballpokal stand, wurde Handt als linker Verteidiger aufgeboten. Erwartungsgemäß unterlag er mit seiner Mannschaft dem Oberligisten Motor Zwickau mit 0:3. In seinen letzten beiden Spielzeiten in der Zeitzer DDR-Liga-Mannschaft war Handt nur noch Ersatzspieler und bestritt nur sieben bzw. sechs Ligaspiele. Nach Abschluss der Saison 1965/66 beendete er 30-jährig seine Laufbahn als Leistungsfußballer. Zwischen 1954 und 1966 hatte er für Chemie Zeitz innerhalb von neun Spielzeiten 164 Meisterschaftsspiele absolviert. Tore erzielte er während dieser Zeit nicht.